# Mönkeberg
Mönkeberg est une commune de l'arrondissement de Plön, dans le Land de Schleswig-Holstein.

## Histoire
Mönkeberg est cité pour la première fois au XIIIe siècle. Jusqu'à la fin du XIXe siècle, c'est un village rural de moins de 200 habitants.
Son accroissement vient de l'arrivée des ouvriers et des employés de Kiel, du chantier naval et du port militaire.
L'emblème de la ville est un amer en bois puis en fer à partir de 1880, existant jusqu'en 1980.
Dans les années 1930, des réservoirs de pétrole souterrains pour le ravitaillement de navires de guerre sont établis à Mönkeberg, ce qui fait de cette région l'une des principales cibles des attaques aériennes alliées pendant la Seconde Guerre mondiale. 95 % des bâtiments sont détruits à la fin de la guerre.

## Jumelages
- Holzheim (Allemagne)

## Personnalités liées à la commune
- En 1964, le pilote de speedway Egon Müller fait sa première coure, sans permis, à Mönkeberg.
- Frank Dahmke (né en 1963), joueur de handball.